# Марь городская
Марь городска́я (лат. Oxýbasis úrbica, Chenopódium úrbicum) — однолетние травянистое растение, вид рода Оксибазис (Oxybasis), выделенного из рода Марь (Chenopodium) семейства Амарантовые (Amaranthaceae).

## Ботаническое описание

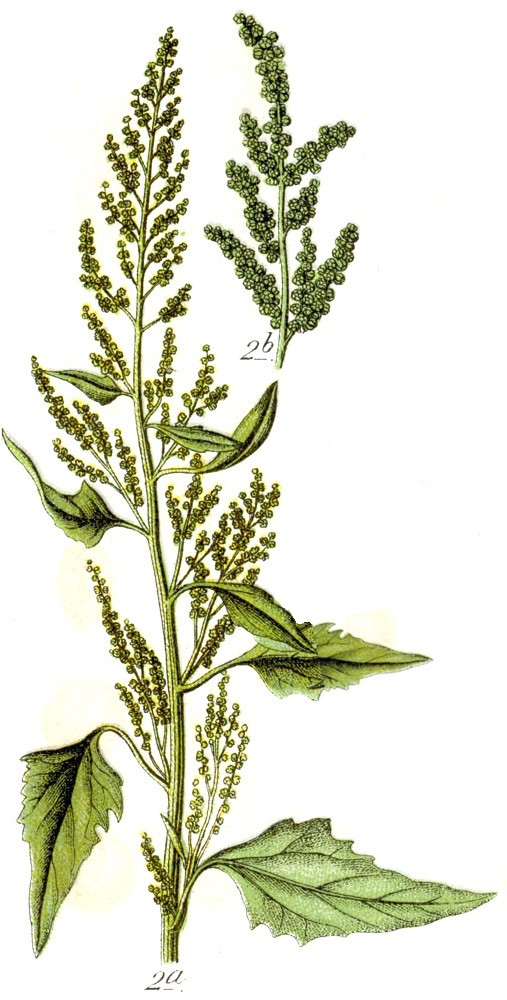

Травянистое растение, достигающее в высоту 1 метр. Стебель зелёного цвета, ребристый, прямостоячий, простой или ветвистый.
Листья крупные, длиной более 10 см, на длинных черешках от 1,5 до 4 см, светло-зелёного цвета. Листовые пластинки треугольной или ромбической формы, с рассечённым или клиновидным основанием, с неровно зубчатыми краями, верхние листья ланцетовидные. Обычно листья голые, иногда снизу бывают покрыты слабым мучнистым налётом.
Обоеполые цветки собраны большей частью в плотные пирамидально-метельчатые соцветия; цветение в июле — сентябре.
Семена от 0,6 до 1 мм в диаметре, чёрные, глянцевые со слабым сетчатым рисунком.
Число хромосом 2n=18.

## Распространение и среда обитания
Широко распространено в районе естественного происхождения — Европе и Азии. Разнесено человеком в другие части света, попало в Америку и Новую Зеландию. В России широко распространённый сорняк, расселившийся от европейских районов через Среднюю Азию и Сибирь вплоть до дальневосточных рубежей. Произрастает по сорным местам, на пустырях и вокруг поселений, проникает в посевы, может образовывать заросли.

## Химический состав
Химический состав мари городской согласно двум анализам:
| Что анализировалось | Воды (в %) | От абсолютного сухого вещества в % | От абсолютного сухого вещества в % | От абсолютного сухого вещества в % | От абсолютного сухого вещества в % | От абсолютного сухого вещества в % |
| Что анализировалось | Воды (в %) | золы                               | протеина                           | жира                               | клетчатки                          | БЭВ                                |
| ------------------- | ---------- | ---------------------------------- | ---------------------------------- | ---------------------------------- | ---------------------------------- | ---------------------------------- |
| силос               | 75,0       | 14,0                               | 15,2                               | 2,8                                | 28,0                               | 40,0                               |
| —                   | —          | 15,2                               | 20,3                               | 2,0                                | 21,4                               | 41,1                               |

## Значение и применение
Листья и плоды пригодны в пищу. Зелень может служить заменой шпината. Семена используются как заменитель проса.
По питательности не уступает мари белой (chenopodium album). Данные о поедаемости сельскохозяйственными животными противоречивы. Для сухих степей и полупустынь может иметь значение при заготовке силосного сырья.

## Синонимы
- Anserina urbica (L.) Montandon
- Atriplex urbica (L.) Crantz
- Chenopodium chrysomelanospermum Zuccagni
- Chenopodium deltoideum Lam.
- Chenopodium intermedium Mert. & W.D.J.Koch
- Chenopodium melanospermum Wallr.
- Chenopodium microspermum Wallr.
- Chenopodium rhombifolium Muhl. ex Willd.
- Chenopodium rubrum var. intermedium (Mert. & W.D.J.Koch) Jauzein
- Vulvaria deltoidea Bubani